# The House on Skull Mountain
The House on Skull Mountain è un film del 1974 diretto da Ron Honthaner.

## Trama
Nella sua casa situata sulla Skull Mountain, l'anziana Pauline Christophe muore dopo aver ricevuto l'estrema unzione e aver affidato al sacerdote quattro lettere da inviare ai suoi eredi.
Due giorni dopo, Lorena, una delle pronipoti di Pauline, si sta recando alla Skull Mountain in auto quando Phillipe, un altro pronipote, la supera e per poco non la fa finire fuori strada. Giunta alla casa la donna si incontra con il sacerdote e poi stringe amicizia col cugino Phillipe. Mentre assiste alla tumulazione della salma di Pauline, Louette, moglie del maggiordomo di casa, vede un corvo che lascia cadere un filo di perle legate con delle piume sulla bara della donna. Le perle iniziano poi a sanguinare e poi prendono fuoco bruciando la bara. Impaurita racconta quanto successo al marito Thomas, il quale cerca di calmarla asserendo che è stato tutto frutto della sua immaginazione.
Mentre sorvola la tenuta, Harriet Johnson, altra parente della defunta, ha la visione di una misteriosa figura incappucciata che la osserva. La donna arriva alla casa quando ormai è piena notte e nel mezzo di una tempesta.
Il notaio giunto per dare lettura del testamento di Pauline afferma che non può procedere alla lettura fino a quando non sarà arrivato un altro parente e che, a causa di alcuni impegni, non potrà tornare da loro fino alla settimana seguente. Quando i tre parenti chiedono a Tomas la motivazione per cui sono i soli membri della famiglia ad essere stati invitati, l'uomo spiega loro che Pauline aveva deciso così perché essi sono i soli parenti che lei non aveva mai incontrato. Mentre il maggiordomo sta spiegando loro anche la ragione per cui intorno alla casa si trovi molto materiale voodoo, giunge finalmente il quarto parente atteso: il dottor Andrew Cunningham.
Mentre si trova nella sua stanza, Lorena vede uno scheletro comparire nello specchio. Terrorizzata fugge nel corridoio e si incontra con Philippe ubriaco. L'uomo cerca di baciarla ma viene allontanato da Andrew che è accorso in aiuto di Lorena. Inciampato e caduto al piano di sotto, Philippe nota che la porta del vecchio ascensore di Pauline è aperta e, mentre Thomas esegue un rituale con una bambola voodoo, ci entra dentro per precipitare al suolo morendo nello schianto. Attirato dalle sue urla, Andrew accorre e scopre il cadavere di Philippe con alcune perline piumate accanto.
La mattina seguente, mentre Lorena e Andrew sono in città, Harriet trova nella sala da pranzo una pianta e scopre al suo interno un serpente a sonagli che scompare nel nulla poco dopo. Innervosita fa per tornare in camera sua ma, quando vede la serratura della porta della stanza di Pauline cadere, decide di entrare nella stanza di Pauline. Harriet scopre così che l'intera stanza è un santuario voodoo e di lì a poco viene morsa da un serpente a sonagli. Quando Lorena e Andrew tornano alla casa trovano la donna in stato d'incoscienza e la portano d'urgenza in ospedale. Thomas compie un altro rituale con una bambola voodoo ed Harriet muore.
Tornati a casa, Lorena va a dormire mentre Andrew si mette a leggere uno dei tanti libri voodoo presenti nella dimora. Mentre Andrew cade addormentato, Thomas esegue un altro rituale nel quale un serpente scivola sul corpo addormentato di Lorena. La donna si sveglia e alla vista del serpente cade svenuta per poi alzarsi in stato di trance ed uscire dalla stanza. Andrew si risveglia e scoperto che Lorena è scomparsa si mette a cercarla. Louette lo conduce ad un passaggio segreto sul fondo del vano dell'ascensore. Andrew si ritrova in una stanza dove sta compiendosi un rituale voodoo che vede Louette come vittima sacrificale.
Mentre Lorena inizia a svegliarsi dalla trance, Andrew e Thomas duellano a colpi di machete. Durante lo scontro Thomas distrugge un bastone con sopra un teschio e mentre tutti i presenti iniziano ad urlare le luci nella stanza si spengono. Quando le luci si riaccendono Andrew si ritrova solo nella stanza. Lasciata la stanza scopre che Lorena si trova, ancora in stato di trance, nel letto di Pauline. Thomas entra nella stanza e comunica ad Andrew che Lorena è ormai in suo potere e che farà tutto quello che lui le dirà di fare. Andrew scuote fortemente la donna facendola uscire dallo stato di trance e Thomas inizia un rito voodoo per far rialzare Pauline dalla tomba. La tomba di Pauline comincia a bruciare e la donna si rialza dalla morte ed entra nella stanza per uccidere Andrew. Tuttavia Andrew usa la sua conoscenza appresa leggendo il libro sul voodoo per realizzare un controincantesimo che spinge Pauline ad avventarsi Thomas. Indietreggiando per scappare alla donna, Thomas precipita dalla finestra morendo sul colpo. Pauline ritorna nella sua tomba. Il mattino seguente Andrew chiede a Lorena di restare con lui nella casa che ora ha ereditato ma lei gli dice che preferisce andarsene via.

## Riprese
Le riprese del film hanno avuto luogo ad Atlanta.

## Accoglienza
Scrivendo sulla The Zombie Movie Encyclopedia, l'accademico Peter Dendle descrisse The House on Skull Mountain come un film che ha "recitazione croccante e dialoghi ok". Nel suo libro Mixed Blood Couples, il critico cinematografico Steven Jay Schneider suggerisce che la scelta di rendere i personaggi di French e Michelle cugini è una scusa per evitare raffigurazioni di incrocio di razze diverse.